# Parry Shen
Parry Shen (* 26. Juni 1973 in New York City) ist ein US-amerikanischer Schauspieler, Synchronsprecher, Filmproduzent und Drehbuchautor.

## Biografie
Parry Shen wurde im New Yorker Stadtteil Queens geboren. Er ist chinesischer Herkunft und spricht fließend Kantonesisch. Er besuchte eine katholische Schule sowie die University of Buffalo. Anschließend zog Shen nach Kalifornien und arbeitete dort zunächst an einer Schule in Ojai, ehe er sich zunehmend dem Schauspielberuf zuwandte.
Seine Arbeit als Darsteller begann Shen ab 1997 mit einer kleinen (namenlosen) Rolle in Paul Verhoevens Film Starship Troopers sowie einer Nebenrolle in einer Folge der Sitcom Caroline in the City. Anschließend konnte er sich als Schauspieler weiter profilieren und hauptberuflich auf Engagements in verschiedenen Produktionen konzentrieren, hier vor allem verstärkt im Fernsehbereich. So sah man Shen im Laufe der Jahre in Episoden einer Vielzahl bekannter Serien wie Buffy – Im Bann der Dämonen, King of Queens, Navy CIS oder Criminal Minds. Eine regelmäßig wiederkehrende Rolle verkörpert Shen seit 2013 in der Seifenoper General Hospital mit dem Part des Brad Cooper.
Für Filmproduktionen wurde Shen meistens in diversen Nebenrollen besetzt. Eine Hauptrolle hatte er 2002 in Justin Lins Independentfilm Better Luck Tomorrow. Bekannt ist er auch für seine Rollen in dem Splatterfilm Hatchet (2006) sowie dessen Fortsetzung Hatchet II (2010). Für die Filmproduktion Unidentified (2013) fungierte Shen als Drehbuchautor und ausführender Produzent.
Shens Schaffen umfasst bislang rund 80 Film- und Fernsehproduktionen sowie eine Reihe von Videospielen, in welchen er diversen Charakteren seine Stimme lieh.
Shen ist seit 2002 verheiratet und Vater von zwei Töchtern.

## Filmografie (Auswahl)
- 1997: Starship Troopers
- 1997: Caroline in the City (Fernsehserie, 1 Folge)
- 1998: Buffy – Im Bann der Dämonen (Buffy the Vampire Slayer, Fernsehserie, 1 Folge)
- 1998: Susan (Suddenly Susan, Fernsehserie, 1 Folge)
- 1998: Beverly Hills, 90210 (Fernsehserie, 1 Folge)
- 1998: King of Queens (The King of Queens, Fernsehserie, 1 Folge)
- 1999: Chicago Hope – Endstation Hoffnung (Chicago Hope, Fernsehserie, 1 Folge)
- 1999: Party of Five (Fernsehserie, 1 Folge)
- 2000: Expedition der Stachelbeeren (The Wild Thornberrys, Fernsehserie, 1 Folge – Stimme)
- 2002: Better Luck Tomorrow
- 2002: The New Guy
- 2002: Sabrina – Total Verhext! (Sabrina, the Teenage Witch, Fernsehserie, 1 Folge)
- 2004: Navy CIS (NCIS, Fernsehserie, 1 Folge)
- 2004: First Daughter – Date mit Hindernissen (First Daughter)
- 2005: Tru Calling – Schicksal reloaded! (Tru Calling, Fernsehserie, 1 Folge)
- 2005: Der Poseidon-Anschlag (The Poseidon Adventure, Fernsehfilm)
- 2005: Without a Trace – Spurlos verschwunden (Without a Trace, Fernsehserie, 1 Folge)
- 2006: Veronica Mars (Fernsehserie, 1 Folge)
- 2006: Hatchet
- 2007: Brothers & Sisters (Fernsehserie, 2 Folgen)
- 2007: Criminal Minds (Fernsehserie, 1 Folge)
- 2007: The Gene Generation
- 2008: MADtv (Mad TV, Fernsehserie, 1 Folge)
- 2010: Hatchet II
- 2010–2014: Navy CIS: L.A. (NCIS: Los Angeles, Fernsehserie, 3 Folgen)
- 2023: Snowpiercer (Stimme)
- seit 2013: General Hospital (Fernsehserie, 309 Folgen)
- 2017: Dimension 404 (Fernsehserie, 1 Folge)
- 2017: Doc McStuffins, Spielzeugärztin (Doc McStuffins, Fernsehserie, 1 Folge – Stimme)